# Хрељин
Хрељин је насељено место у саставу града Бакра у Приморско-горанској жупанији, Република Хрватска.

## Историја
До територијалне реорганизације у Хрватској налазио се у саставу старе општине Ријека.

## Становништво
На попису становништва 2011. године, Хрељин је имао 2.206 становника.

## Попис1991.
На попису становништва 1991. године, насељено место Хрељин је имало 746 становника, следећег националног састава:
| Попис 1991.‍  | Попис 1991.‍  | Попис 1991.‍ | Попис 1991.‍ | Попис 1991.‍ |
| ------------ | ------------ | ----------- | ----------- | ----------- |
|              |              |             |             |             |
| Хрвати       | Хрвати       |             | 667         | 89,41%      |
| Југословени  | Југословени  |             | 23          | 3,08%       |
| Срби         | Срби         |             | 20          | 2,68%       |
| Муслимани    | Муслимани    |             | 7           | 0,93%       |
| Италијани    | Италијани    |             | 2           | 0,26%       |
| Мађари       | Мађари       |             | 1           | 0,13%       |
| Руси         | Руси         |             | 1           | 0,13%       |
| Русини       | Русини       |             | 1           | 0,13%       |
| Словенци     | Словенци     |             | 1           | 0,13%       |
| неопредељени | неопредељени |             | 19          | 2,54%       |
| непознато    | непознато    |             | 4           | 0,53%       |
| укупно: 746  |              |             |             |             |